# Yo-kai Watch: Tanjō no Himitsu da Nyan!
Yo-kai Watch: Tanjō no Himitsu da Nyan!, ist ein Fantasy-Animefilm von Shigeharu Takahashi und Shinji Ushiro, der zum Yo-kai-Watch-Franchise gehört. Der Film wurde am 20. Dezember 2014 in Japan veröffentlicht. Ihm folgte 2015 der Film Enma Daiō bis Itsutsu no Monogatari da Nyan!. In Deutschland wurde der Film von Universal Pictures vertrieben.

## Handlung
Eines Nachts stehlen die bösen Yo-kai Goldie und Silvie die Yo-kai-Watch von Nathan Adams, um ihrer Meisterin Frau Fergällt zu helfen, Menschen und Yo-kai daran zu hindern, Freunde zu sein. Darauf trifft Nathan auf Meganyan, der ihm sagt, dass Yo-Kai echt sind. Er und die Crew gehen zu Nathans Großmutter, treffen auf einen Schatten und jagen ihn, aber ohne Erfolg. Meganyan kommt zurück und bittet darum, den Korken in seinem Körper herauszuziehen – den Korken, der seine Energie unterdrückt. Nathan bittet Jibanyan und Whisper, es an seiner Stelle zu tun, aber ohne Erfolg. Nathan zieht es schließlich selbst heraus und sie werden mit rosa Rauch bedeckt. Es erscheint der Yo-kai Hovernyan, welcher einen Zeitstein nutzt, um Nathan, Whisper und Jibanyan in die Zeit von vor 60 Jahren zu bringen, als die Yo-kai-Watch von Nathans Großvater Nathaniel erfunden wurde, während er ein Kind war. Frau Fergällt erfährt davon und versucht, die menschliche Welt weiter von der Yo-kai-Welt wegzudrängen. Gemeinsam kämpfen die beiden Jungen gegen Fergällt und ihre bösen Yo-kai-Schergen, um die Welt vor ihren bösen Plänen zu retten.

## Produktion und Veröffentlichung
Der Film entstand bei Oriental Light and Magic unter der Regie von Shigeharu Takahashi und Shinji Ushiro. Das Drehbuch schrieb Yoichi Kato und die künstlerische Leitung lag bei Aya Kuginuki und Toshihiro Kohama. Das Charakterdesign stammt von Masami Suda und Toshiya Yamada. Die Musik komponierte Ken'ichirō Saigō.
Premiere des Films in Japan war am 20. Dezember 2014. Der Film wurde in Japan von Tōhō, in den USA von Fathom Events, in Italien von 01 Distribution, in Spanien von Selecta Vision, in der Türkei von Buena Vista International, in Großbritannien, Deutschland, den Niederlanden und Skandinavien von Universal Pictures vertrieben.

## Synchronisation
| Rolle                    | Sprecher (Seiyū) |
| ------------------------ | ---------------- |
| Keita Amano/Nathan Adams | Haruka Tomatsu   |
| Keizō                    | Romi Park        |
| Whisper                  | Tomokazu Seki    |
| Gin                      | Mika Kanai       |
| Kin                      | Vanilla Yamazaki |